# Trachemys callirostris
Trachemys callirostris là một loài rùa trong họ Emydidae. Loài này được Gray mô tả khoa học đầu tiên năm 1855.